# 何驚凡
何驚凡（？—？），原名：何蘇，粵劇文武生，祖籍廣東省佛山市順德區；香港電影演員。銀幕處女作為《食飯神仙》(1951年)，最後一齣為《獨掌震龍門》(1970年)，約演出60齣電影。
- 從小被外婆引導而喜歡粵劇，後來被師傅梁醒波引領到香港，再跟梁以忠及粉菊花學藝。每天早上通常都在香港仔壽臣山村練馬場作馬術練習[1]。
- 1964年7月24日(星期五)的香港政府憲報，香港總督得殖民地大臣同意，批准何蘇(何驚凡)歸化入英國國籍[2]。
- 何驚凡的岳母是越南共和國首都西貢堤岸燈籠街（Rue Rieunier 利歐尼爾街）153至155號「三多戲院 Cinéma Sam Tor」的經理黃意女士，來香港探親時突然病逝瑪麗醫院，1969年9月4日(星期四)下午2時在香港殯儀館舉殯[3]
- 息影後已移居美國。

## 外部連結
- 何驚凡較矮的咖啡男郎演唱片段 （页面存档备份，存于）